# 音軌
音軌是聲音中的一個術語，是指在每一個歌曲播放的過程或廣告製作過程裡一階一階的製作最後成了人們聽到的樂章，例如：古典唱片機就是利用音軌來發出一首首的歌曲的。